# Heldreichia
Heldreichia är ett släkte av korsblommiga växter. Heldreichia ingår i familjen korsblommiga växter.
Kladogram enligt Catalogue of Life:
| Heldreichia | \| \| Heldreichia atalayi \| \| \| \| \| \| Heldreichia bourgaei \| \| \| \| \| \| Heldreichia bupleurifolia \| \| \| \| \| \| Heldreichia rotundifolia \| \| \| \| |
|             | \| \| Heldreichia atalayi \| \| \| \| \| \| Heldreichia bourgaei \| \| \| \| \| \| Heldreichia bupleurifolia \| \| \| \| \| \| Heldreichia rotundifolia \| \| \| \| |
|             | Heldreichia atalayi |
|             | |
|             | Heldreichia bourgaei |
|             | |
|             | Heldreichia bupleurifolia |
|             | |
|             | Heldreichia rotundifolia |
|             | |